# أبو عامر السالمي
أبو عامر السالمي هو محمد بن أحمد بن عامر البلوي الاندلسي، عُرف بالسالمي لأنه سكن مدينة سالمة مدينة سالم <<Medinacile>> الواقعة شمال شرق الاندلس، ولكنه تنقل في شرق الاندلس وسكن عدة مدن هناك منها طرطوشة tortosa وشاطبة jativa . وكان أبو عامر أديب، كاتب، شاعر، لغوي، مؤرخ من الوزراء. كان من أهل الأدب والعلم والتأريخ، وقد صنف في مختلف مجالات المعرفة كتبا عديدة.(توفي سنة 559هـ)

## من مؤلفاته
- كتاب: درر القلائد وغرر الفوائد